# Yona (artist)
Yona, artistnamn för Johanna Louhivuori, född 5 mars 1984 i Österrike, är en finländsk sångerska och låtskrivare.

## Uppväxt
Som barn bodde Louhivouri i Uleåborg. Vid 10 års ålder flyttade hon och hennes familj till Kuopio och senare till Helsingfors, där hon fortfarande bor. Pentekostalism var en del av hennes liv och hon var medlem i pingstförsamlingar där hon sjöng och spelade piano. Senare gick hon ur pentekostalismen, men andliga frågor är fortfarande viktiga för henne. Louhivuori började att skriva låtar redan innan hon började skolan. Efter grundskolan gick hon på Vaskivuoris musikgymnasium och studerade sång på Jyväskyläs yrkesläroverk och i Arabias pop- och jazz- konservatorium.

## Karriär
I januari 2010 släpptes Yonas första album Pilvet liikkuu, minä en. Det är inspelat tillsammans med Orkesteri Liikkuvat Pilvet och albumet fick mycket uppmärksamhet. Yona vann ett Emma-pris i kategorin Årets nykomling för albumet. Runt ett år senare kom det andra albumet Vaikenen laulaen ut och ungefär samtidigt blev Yonas, Jukka Perkos och Samuli Kosminens musikverk Unela färdigt. År 2012 släpptes det tredje albumet Vaikka tekee kipeää, ei haittaa. De två senare albumen har fått god kritik.
Yonas musik har influerats av många olika musikstilar så som jazz, tango, folkmusik, schlager, hiphop och psalmer. Yona har också gjort två album med bandet Liljan loisto. Deras första album, Takaisin Karjalan maille, släpptes år 2010 och det andra, Vapauden hurma, 2012.
Orkesteri Liikkuvat Pilvet, som ackompanjerar Yona, består av 10 musiker.
- Nicolas Rehn - gitarr
- Eero Tikkanen - kontrabas
- Antti Kujanpää - klaviatur
- Tatu Rönkkö - trummor
- Salla Hakkola - harpa
- Aili Ikonen - fiol och sång
- Heini Ikonen - fiol och sång
- Matti Mietola - altfiol
- Juho Kanervo - cello
- Didier Selin - mixning